# Joachim Latacz
Joachim Latacz (Katowice, 4 aprile 1934) è un filologo classico e grecista tedesco.
Latacz è uno specialista di letteratura e cultura dell'antica Grecia ed è ampiamente considerato uno dei più eminenti esperti di Omero e dell'epica nell'ambito culturale di lingua tedesca.

## Vita
Per oltre vent'anni è stato uno dei più importanti sostenitori delle tesi di Manfred Korfmann, archeologo e studioso di Troia. Latacz ha ripetutamente difeso l'ipotesi secondo cui il racconto omerico della guerra di Troia si rifà essenzialmente ad un nucleo di eventi storici risalenti alla tarda età del bronzo.
Dal 1981 fino al pensionamento Latacz è stato professore ordinario di filologia greca all'Università di Basilea. Oltre alla sua attività di insegnante, si è occupato dello studio della letteratura greca degli esordi e ha prodotto numerose pubblicazioni su Omero e sulla rappresentazione della tragedia greca.
Attualmente sta lavorando ad un'edizione critica di commento integrale dell'Iliade, con due volumi (testo e commento) per ciascun libro, realizzando in tal modo la più vasta edizione critica dai tempi di quella del dotto vescovo bizantino Eustazio di Tessalonica. Ad oggi sono stati pubblicati un volume di Prolegomena e due volumi del commentario stesso.